# Weibliche Kriminalpolizei
Die Weibliche Kriminalpolizei (WKP) war in Deutschland ein Organisationszweig der Polizei, der vorrangig für minderjährige Straftäter, Opfer und Zeugen zuständig war. Den Dienststellen der WKP gehörten in Preußen anders als in Hamburg nur weibliche Bedienstete an, die ihren Dienst in Zivilkleidung versahen. Die Organisationsform der weiblichen Kriminalpolizei entstand in den 1920er Jahren und wurde im Rahmen der Neuorganisation der Polizei in den 1970er Jahren aufgelöst. Ihre Angehörigen wurden in die Kriminalpolizei integriert.

## Aufgaben
Die Weibliche Kriminalpolizei war für kriminell und sexuell gefährdete Minderjährige (damals bis 21 Jahre) zuständig. Sie bearbeitete Strafanzeigen gegen weibliche Kinder, Jugendliche und Heranwachsende und vernahm Tatzeugen oder Tatopfer (vor allem bei Sexualdelikten) in dieser Altersklasse. Bei Jungen war sie nur für Kinder bis 14 Jahre zuständig. Aufgabe der WKP war nicht nur repressive Ermittlungstätigkeit, sondern auch der Opferschutz und der Umgang mit benachteiligten Problemgruppen. WKP-Beamtinnen wirkten bei der Einleitung von erzieherischen und fürsorgerischen Maßnahmen mit. Bei Betreuungsmaßnahmen für ihre Klientel kooperierten sie mit Fürsorgeeinrichtungen.
Die Frage der Bewaffnung von Polizistinnen war von Beginn an bis in die 1970er-Jahre stark umstritten. Kontrovers diskutiert wurde darüber nicht nur innerhalb der männlich dominierten Polizeibehörden, sondern auch unter den WKP-Beamtinnen selbst sowie nicht zuletzt auch in den Medien und der Öffentlichkeit. Im Hintergrund standen dabei breitere Debatten um Formen polizeilichen Handelns und die Legitimität polizeilicher Gewaltausübung sowie natürlich um Geschlechterrollen und -bilder in der Gesellschaft. Angehörige der WPK blieben von der Weimarer Zeit bis in die Bundesrepublik stets unbewaffnet. Erst als Frauen in Westdeutschland ab Ende der 1960er-Jahre in die allgemeine Kriminalpolizei und ab Ende der 1970er-Jahr auch in die uniformierte Schutzpolizei einbezogen wurden, erhielten sie eine reguläre Waffenausbildung. In der SBZ/DDR wurden auch weibliche Polizeiangehörige an der Waffe ausgebildet.

## Geschichte

### Anfänge

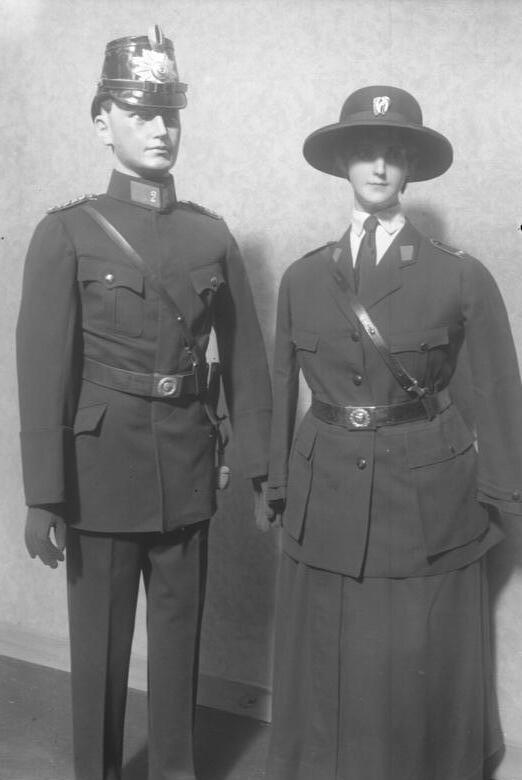
Uniform für die geplante Einführung der weiblichen Polizei auf der Internationalen Polizeiausstellung in Berlin, 1926

Die erste Einstellung von Frauen in den Polizeidienst erfolgte in Deutschland im Jahr 1923 in Köln. Vorbild und Geldgeber war auf Drängen von Feministinnen in Köln, in Zusammenarbeit mit Kolleginnen der britischen Freiwilligen Polizei, die britische Besatzungsmacht, die die Stadt nach dem Ersten Weltkrieg besetzt hatte. Neun Frauen dienten als uniformierte „Frauenwohlfahrtspolizei“. Sie befassten sich bei Streifengängen mit gefährdeten Jugendlichen und Prostituierten. Ihre Leiterin war seit März 1924 die frühere Fürsorgerin Josephine Erkens. 1925 wurde das Projekt aus Kostengründen eingestellt; aber Reichstagspolitiker stellten Überlegungen zur Einbindung von Frauen in den Polizeidienst an.
In den Jahren 1926/1927 entschieden sich die Länder Baden (Weibliche Polizei), Sachsen (Frauenpolizei), Preußen (Weibliche Kriminalpolizei) und Hamburg (Weibliche Kriminalpolizei) für eine weibliche Polizei nach unterschiedlichen Modellen. Sie sollte in Preußen von Josephine Erkens aufgebaut werden, die 1926 zur Ausbildung als Kriminalkommissarin ans Polizeipräsidium Frankfurt am Main berufen worden war. Erkens entschied sich aber, wegen besserer Voraussetzungen für ihr Konzept nach Hamburg zu gehen. Von dort aus war sie vor Ort und in etlichen anderen europäischen Ländern bis 1931 mit Unterstützung der Sozialdemokratie, deren Mitglied sie wurde, sehr erfolgreich tätig. In ihrem „Hamburger System“ waren auch männliche Kripobeamte unter weiblicher Leitung in der „Kriminalinspektion F“ eingesetzt. 1928 referierte Erkens dazu vor dem Völkerbund. Sie wurde auch zu Vorträgen nach Holland, Dänemark, Schweden und in die Schweiz eingeladen.
Friedrike Wieking, seit 1921 Leiterin der Frauenhilfsstelle im Berliner Polizeipräsidium, baute ab 1927 die weibliche Kriminalpolizei in Preußen auf. Im April 1927 wurden sieben Polizeibeamtinnen unter der Leitung von Kriminalpolizeirätin Wieking in der „Kriminalinspektion G“ der Kriminaldirektion des Polizeipräsidiums Berlin zusammengefasst. Wieking stand zunächst im Schatten von Josefine Erkens, bis diese durch eine öffentliche Mobbing-Intrige durch ihren Vorgesetzten Friedrich Schlanbusch im Sommer 1931 vor dem Hintergrund wachsender Einflüsse der Deutschnationalen Volkspartei und der Nationalsozialisten gestürzt wurde.

### Zeit des Nationalsozialismus
Die Aufbauphase der WKP fiel in die Zeit des Nationalsozialismus. Nachdem 1935 das preußische Landeskriminalamt in das Reichskriminalpolizeiamt (RKPA) umgewandelt worden war, ordneten die Nationalsozialisten auch die weibliche Polizei 1937 neu und bauten sie weiter aus. Jede größere Dienststelle der Kriminalpolizei bekam eine WKP-Dienststelle hinzu. Deren Arbeit gestaltete sich nun nach rassepolitischen Grundsätzen. Weibliche Polizei beteiligte sich nachweislich an der sogenannten Bereitstellung von Judentransporten wie auch an der Errichtung nationalsozialistischer Jugendheime in überfallenen Gebieten, zum Beispiel in Polen und Lettland. Wieking, die im Juni 1934 in die NS-Frauenschaft eingetreten war und auch der nationalsozialistischen Beamtenvereinigung angehörte, leitete die Tätigkeit der WKP als Kriminaldirektorin von der Abteilung I des RKPA aus. Zum 1. Juli 1939 wurde der WKP die „Reichszentrale zur Bekämpfung der Jugendkriminalität“ angegliedert. Seit 1941 hatte sie die Verantwortung für das Jugendschutzlager Moringen, ab Mai 1942 auch für das Mädchenlager Uckermark in Ravensbrück. Wieking wurde 1945 als einzige Kriminalbeamtin von den Sowjets fünf Jahre lang inhaftiert.

### Nachkriegszeit
Nach dem Zweiten Weltkrieg wurde die WKP in den drei westlichen Besatzungszonen entgegen erneuten britischen Reformbemühungen beibehalten. Einstellungsvoraussetzung für die Beschäftigten der WKP war eine vorherige Ausbildung in einem sozialen Beruf. Die WKP war ein selbstständiger Organisationsteil innerhalb der Kriminalpolizei. Beispielsweise gab es Anfang der 1960er Jahre bei der Polizei Niedersachsen etwa 110 Mitarbeiterinnen. 1961 wurden von ihnen rund 22.000 Ermittlungsvorgänge bearbeitet, bei denen es sich zum größten Teil um Sittlichkeits- und Eigentumsdelikte handelte.
Bei der Neuorganisation der Kriminalpolizei in den 1970er Jahren wurden die Dienststellen der weiblichen Kriminalpolizei nach und nach aufgelöst. Die Beamtinnen wurden in die Kriminalpolizei integriert. Danach wurden Frauen zwar weiterhin bei der Kriminalpolizei eingestellt, bei der Schutzpolizei aber erst ab 1978, beginnend in Berlin 1978, darauf folgte Hamburg 1979, zuletzt in Bayern ab dem Jahr 1990.